# Omran Haydary
Omran Haydary (* 13. Januar 1998 in Masar-e Scharif) ist ein niederländisch-afghanischer Fußballspieler, der in Polen bei Erstligist Lechia Gdańsk unter Vertrag steht.

## Karriere

### Vereinskarriere
Haydary begann seine Karriere bei MSP '03, bevor er 2007 in die Jugend vom Roda JC Kerkrade wechselte, wo er alle Nachwuchsabteilungen durchlief. Nachdem sein Vertrag in Kerkrade ausgelaufen war, unterschrieb er im Juli 2017 beim Zweitligisten FC Emmen einen Vertrag bis 2020. Er debütierte am 15. September 2017 beim Spiel gegen NEC Nijmegen. Im April 2018 wurde der Vertrag des Flügelspielers nach 15 Ligaeinsätzen vorzeitig aufgelöst.
Im selben Monat gab Ligakonkurrent FC Dordrecht bekannt, Haydary unter Vertrag zu nehmen. Sein erstes Spiel absolvierte er am 24. August 2018 bei der 2:5-Niederlage gegen die zweite Mannschaft von Ajax Amsterdam. Nach 16 Spielen in der zweiten Liga löste er, wie bereits bei seiner vorherigen Station in Emmen, seinen Vertrag vorzeitig auf.
Zur Saison 2019/20 wechselte er zum polnischen Zweitligisten Olimpia Grudziądz. Hier erzielte er bis zur Winterpause in 20 Ligaspielen zwölf Tore und wurde im folgenden Februar von Lechia Gdańsk aus der Ekstraklasa verpflichtet.

### Nationalmannschaft
Im August 2018 wurde Kouhyar erstmals für die afghanische A-Nationalmannschaft für das Spiel gegen Palästina nominiert. Beim 0:0-Unentschieden gab er auch sein Debüt im Nationaltrikot. Während der Qualifikation zur U-23-Asienmeisterschaft 2020 fungierte Haydary als Kapitän der U-23-Nationalmannschaft Afghanistans. Er erzielte zwei Tore in drei Spielen bei der letztlich erfolglosen Qualifikation. 